# Synothele pectinata
Synothele pectinata là một loài nhện trong họ Barychelidae. Loài này phân bố ờ Tây Úc.